# Програмне забезпечення як послуга
Програ́ма як по́слуга (англ. Software as а service, SaaS) — модель поширення програм споживачам, при якій постачальник розробляє вебпрограму, розміщує її й керує нею (самостійно або через третіх осіб) з метою  використання її замовниками через інтернет. Замовники платять не за володіння програмами як такими, а за їх використання (через API, що доступне через веб і яке часто використовують вебслужби). Близьким до терміна SaaS є термін «On-Demand» (за запитом). SaaS також відомий як «програмне забезпечення на вимогу» та програмне забезпечення на базі/вебхостинг.
Принциповою відмінністю моделі SaaS від раніших (Hosted Applications та Application Service Provider (ASP)) є те, що отримується саме послуга та інтерфейс (призначений для користувача або програми), тобто деяка функціональність без жорсткої прив'язки до способу її реалізації.
SaaS вважається частиною хмарних обчислень разом з інфраструктурою як послугою (IaaS), платформою як послугою (PaaS), настільним комп'ютером як послугою (DaaS), керованим програмним забезпеченням як послугою (MSaaS), мобільним бекендом як послугою (MBaaS), центр обробки даних як послуга (DCaaS), інтеграційна платформа як послуга (iPaaS) та управління інформаційними технологіями як послуга (ITMaaS).
До програм SaaS зазвичай звертаються користувачі за допомогою тонкого клієнта, наприклад, через веббраузер. SaaS став загальною моделлю доставки для багатьох бізнес-додатків, включаючи офісне програмне забезпечення, програмне забезпечення для обміну повідомленнями, програмне забезпечення для обробки заробітної плати, програмне забезпечення СУБД, програмне забезпечення для управління, програмне забезпечення CAD , програмне забезпечення для розробки, гейміфікацію, віртуалізацію  ,  бухгалтерський облік, співпрацю, управління відносинами з клієнтами (CRM)), інформаційні системи управління (МІС), планування ресурсів підприємства (ERP), виставлення рахунків, управління польовими послугами, управління людськими ресурсами (HRM), залучення талантів, системи управління навчанням, управління контентом (CM), географічні інформаційні системи (GIS) та управління службою обслуговування.

## Історія
Спочатку вся комп'ютерна галузь використовувала орендну бізнес-модель — перші комп'ютери коштували величезних грошей, тож їхні обчислювальні потужності здавали замовникам в оренду. З іншого боку, таку оренду не можна вважати різновидом SaaS, бо замовники отримували доступ до комп'ютерів напряму, а не за допомогою глобальних мереж зв'язку.
Оскільки модель SaaS орієнтована на надання послуг за допомогою Інтернет, її розвиток безпосередньо пов'язаний з розвитком глобальної мережі. Перші компанії, які пропонували програми як послугу, з'явилися у західних країнах в 1997—1999 роках, а акронім SaaS увійшов у широке використання в 2001 році.

## Вартість
Програми на вимогу надаються замовнику в оренду і завжди передбачають періодичну оплату. Як одиниці тарифікації зазвичай використовуються користувачі (при наданні CRM) або ж число записів у базі даних (при наданні HRM-системи), рідше — якісь інші функціональні характеристики (наприклад, кількість певних операцій або трафік). У деяких випадках замовникам пропонуються змішані моделі, в рамках яких можуть додатково оплачуватися розширені функції (наприклад, замовник може платити за користувачів і за розширене сховище даних).
Контракт на оренду SaaS включає в себе не тільки оплату за використання ПЗ, а й оплату всіх витрат, пов'язаних з підтримкою його працездатності, оновленням і захистом даних. Ряд постачальників SaaS пропонує просунутий варіант контракту на оренду — SLA (англ. Service Level Agreement). У таких контрактах фіксуються параметри, пов'язані з працездатністю ПЗ. Зазвичай це гарантії доступності ПЗ у відсотках протягом року. Найкращі центри обробки даних здатні гарантувати доступність ПЗ не менше 99,5 % часу на рік.
У тому випадку, якщо програма не вимагає первісної адаптації під потреби замовника, первинний платіж за ПЗ може бути відсутнім в принципі. Дана обставина є найважливішою перевагою моделі SaaS над класичним ліцензуванням програм, яке вимагає істотних початкових інвестицій на його закупівлю. Періодичні орендні платежі можна порівняти з вартістю технічної підтримки — зазвичай вони жорстко прописуються в договорі і тому є передбачуваними. Тим самим, забезпечується захист інвестицій замовника у використовуваний програмний продукт.

## Фактори, що сприяють розвитку SaaS
Ключовим фактором, що пояснює економічну доцільність SaaS, є «ефект масштабу» — провайдер SaaS обслуговує єдине програмне ядро, яким користуються всі клієнти, і тому витрачає меншу кількість ресурсів у порівнянні з управлінням окремими копіями програм для кожного замовника. Крім того, використання єдиного програмного ядра дозволяє планувати обчислювальні потужності і зменшує проблему пікових навантажень для окремих замовників. Все це дозволяє постачальникам SaaS рішень істотно знизити вартість обслуговування ПЗ. У кінцевому результаті, періодична вартість послуг для кінцевого замовника стає нижче витрат, що виникають при використанні класичної моделі ліцензування.
Іншим ключовим фактором є рівень обслуговування SaaS. Провайдер SaaS здатний запропонувати рівень обслуговування та підтримки ПЗ в працездатному стані, недоступний для внутрішніх IT-відділів компаній. Це особливо яскраво проявляється в разі використання провайдером контракту SLA.
Можна виділити кілька основних факторів, що стимулюють використання програм на вимогу замовниками та розвиток даних продуктів розробниками.

### Позитивні фактори SaaS для замовників
- Відсутність необхідності установки ПЗ на робочих місцях користувачів — доступ до ПЗ здійснюється через звичайний браузер;
- Суттєве скорочення витрат на розгортання системи в організації. Це витрати на оренду приміщення, організацію дата-центру, оплату праці співробітників і т. д.;
- Скорочення витрат на технічну підтримку і оновлення розгорнутих систем (аж до їх повної відсутності);
- Швидкість впровадження, обумовлена відсутністю витрат часу на розгортання системи;
- Зрозумілий інтерфейс — більшість співробітників уже звикли до використання вебсервісів;
- Ясність і передбачуваність платежів, захист інвестицій;
- Багатоплатформність;
- Можливість отримати більш високий рівень обслуговування ПЗ.

### Позитивні фактори SaaS для розробників
- Зростання популярності вебсервісів для кінцевих користувачів;
- Розвиток вебтехнологій, великі функціональні можливості вебдодатків і простота їх реалізації;
- Швидкі процеси впровадження і порівняно низькі витрати ресурсів на обслуговування конкретного клієнта;
- Легке проникнення на глобальні ринки;
- Відсутність проблем з неліцензійним поширенням ПЗ;
- На відміну від класичної моделі, замовник SaaS прив'язується до розробника — він не може відмовитися від послуг розробника і продовжувати використовувати систему. Таким чином, забезпечується захист інвестицій розробника в процес продажів;
- У довгостроковому періоді доходи від SaaS можуть виявитися вищими від прибутків, які можна отримати від продажу ліцензій та надання технічної підтримки (навіть з урахуванням витрат на хостинг і керування додатками).

## Обмежувальні фактори
Поряд з факторами, які спонукають замовників впроваджувати програми на вимогу, а розробників — інвестувати ресурси в його створення, існує ряд обмежувальних факторів, що обмежують використання даної моделі.
По-перше, концепцію SaaS можливо застосувати далеко не для всіх функціональних класів систем. Оскільки основна економія ресурсів провайдера досягається за рахунок масштабу, модель SaaS виявляється неефективною для систем, що вимагають глибокої індивідуальної адаптації під кожного замовника, а також інноваційних рішень. Концепція PaaS, що є розвитком SaaS, знімає це обмеження.
По-друге, багато замовників побоюються застосовувати SaaS через міркування безпеки і через можливий витік інформації з боку постачальника цих послуг. Питання, пов'язані з безпекою, обмежують використання концепції SaaS для критично важливих систем, в яких обробляється суворо конфіденційна інформація. З іншого боку, відповідальність за витік інформації з боку розробника зазвичай регламентується у відповідних договорах, а ймовірність такого витоку часто нижче, ніж у випадку використання внутрішніх систем. У тому числі цьому сприяє недоступність програмно-апаратного комплексу, на якому розгорнута система, співробітникам компанії. З іншого боку, у разі розгортання SaaS в промислових дата-центрах, забезпечується істотно кращий захист за рахунок використання більш потужних і комплексних рішень з інформаційної безпеки.
По-третє, обмежувальним фактором SaaS є необхідність наявності постійного підключення до Інтернету. Багато продуктів SaaS компенсують це наявністю модулів для автономної роботи. З розвитком мережі значення цього чинника зменшується (у розвинених країнах він неактуальний зараз), проте в деяких регіонах подібні проблеми як і раніше виникають, і з ними доводиться рахуватися. З іншого боку, для територіально-розподілених компаній, які повинні працювати в єдиному інформаційному середовищі, цей фактор не актуальний.

## Схема послуги
У моделі Програма як послуга:
- Прикладна програма пристосована для віддаленого використання;
- Однією програмою одночасно користується декілька клієнтів (програма комунального типу);
- Оплата стягується як щомісячна абонентська плата або на основі обсягу транзакцій (дій);
- Технічна підтримка програми входить до складу оплати;
- Модернізація програми відбувається плавно і прозоро для клієнтів;
- Постачальник сервісу SaaS забезпечує безпеку та цілісність даних.

## SaaS в Україні
Програма як послуга в Україні розвивається аналогічно до інших країн Європи та США. Цьому сприяє кілька факторів:
- Вирішення проблеми піратства;
- Наявність висококваліфікованих програмістів, які можуть розробляти продукти світового рівня;
- Збільшення попиту на системи, що не потребують регулярних затрат на технічну підтримку.

## Приклади програм як послуги, створених в Україні
Перелік подано на основі рейтингів «LATKA100» та «ТОП 10 Українських SaaS сервісів» за алфавітним порядком:
- GitLab (виняток: відсутній у рейтингах стартап українського походження із офісом у Сан-Франциско, 2018 цю компанію оцінили у $1,1 млрд[8])
- PromoRepublic (рейтинг LATKA100)
- Reply.io (рейтинг LATKA100)
- Serpstat (рейтинг LATKA100)
- Worksection